# Marek Świerczewski
Marek Świerczewski (ur. 2 marca 1967 w Nowym Sączu) – polski piłkarz, starszy brat Piotra Świerczewskiego, również piłkarza. 

## Kariera piłkarska

### Kariera klubowa
Wychowanek Sandecji Nowy Sącz oraz zawodnik Wisły Kraków, GKS Katowice, Sturm Graz, Austrii Wiedeń, Hutnika Kraków, VfB Admiry Wacker Mödling i 1.Simmeringer SC.

### Kariera reprezentacyjna
6-krotny reprezentant Polski w piłce nożnej.